# 海上大楼
海上大楼，又称海上会馆，位于吉林省长春市人民大街1810号（原满洲国新京市大同大街302-304号），是大型商用建筑，为东京海上火灾保险株式会社新京支店的办公楼，日满商事、满洲采多、满洲油化工业、鸭绿江水力发电等企业也在此办公。

## 简介
大楼由东京木下建筑事务所设计，大林组负责施工，于1937年5月15日动工建设，1938年11月30日竣工，工程造价120万元。该楼占地面积6380平方米，采用钢筋混凝土框架结构，地上五层，地下一层，建筑面积20577平方米。建筑主体高20.75米，顶部塔楼距地面38米。
大楼入口处高大的门罩采用浅色花岗岩贴面，方形壁柱饰以凹槽状线条。楼体临街面腰线以下贴浅色花岗岩，腰线以上贴灰白色面砖。楼顶的双层塔楼同康德会馆的塔楼高度相同并隔街相对，成为新京市大同大街中段“商馆区”的重要建筑景观。
大楼现由长春市中心医院使用，1997年在原楼顶另加建一层，塔楼未予保留。此楼现为长春市文物保护单位。